# Skalhamn
Skalhamn is een plaats in de gemeente Lysekil in het landschap Bohuslän en de provincie Västra Götalands län in Zweden. De plaats heeft 169 inwoners (2005) en een oppervlakte van 23 hectare.